# Lynn Road
Die Lynn Road ist ein Fußballstadion im Londoner Stadtbezirk Redbridge.

## Geschichte
Nachdem der FC Ilford nicht weiter an der Wellesley Road spielen konnte, wurde 1904 mit der Lynn Road eine neue Heimspielstätte errichtet.
Das erste Spiel auf dem neuen Gelände wurde im September desselben Jahres gegen Clapton ausgetragen. Im November wurde auf der Südseite des Spielfelds eine Tribüne mit 400 Plätzen eröffnet. 1922 kaufte der Club das Gelände und errichtete entlang der Nordseite des Spielfelds eine weitere Tribüne, die als Clock Stand bekannt wurde, und über 600 Sitzplätze verfügte. Die erste Tribüne wurde 1928 abgerissen und durch einen Neubau mit 850 Sitz- und 950 Stehplätzen ersetzt. Im Rahmen der Olympischen Spiele 1948 in London fanden an der Lynn Road zwei Spiele des Fußballturniers statt.
Im Mai 1952 wurde bei einem Spiel um die English Schools Trophy zwischen Ilford und Swansea City mit 17.000 Zuschauern ein Rekord aufgestellt. Zu dieser Zeit verfügte das Stadion über eine Kapazität von 18.000 Zuschauern. 1962 wurden Flutlichtmasten installiert und in den 1970er Jahren wurde geplant, eine neue Spielstätte in der Nähe der U-Bahn-Station Fairlop umzuziehen. Im Sommer 1977 gab der FC Ilford die Lynn Road auf und die Haupttribüne wurde abgebaut und sollte am neuen wieder aufgebaut werden. Jedoch kam es dazu nicht, denn der Club fusionierte kurze Zeit später mit dem FC Leytonstone, um FC Leytonstone/Ilford.

### Länderspiele bei den Olympischen Spielen 1948
| Datum          | Zeit      | Begegnung   | Begegnung | Begegnung | Runde    | Zuschauer |
| -------------- | --------- | ----------- | --------- | --------- | -------- | --------- |
| 31. Juli 1948  | 18:30 Uhr | Frankreich  | 2:1       | Indien    | 1. Runde | 17.000    |
| 5. August 1948 | 18:30 Uhr | Jugoslawien | 3:1       | Türkei    | 2. Runde | 8000      |